# KK Olimpija Osijek
KK Osijek II 2006 je košarkaški klub iz Osijeka. Sjedište je u športskoj dvorani Zrinjevac u Reisnerovoj 46 a.

## Povijest
Vrhunac športskih rezultata bile su godine hrvatskog osamostaljenja. Tad je djelovao pod imenom Olimpija, a nosio je ime sponzora Slavoninga i Kandita.
1995./96. Olimpija je postigla svoj najveći uspjeh, kad je bila četvrta u prvenstvu, iza Cibone, Splita i Zrinjevca. 
Zadnji veliki uspjeh bio je kad je igrao u Kupu Radivoja Koraća 1996./97. Igrao je u sastavu Igor Bertanjoli, Krešimir Dodig, Nenad Duvnjak, Zoran Helbich, Krešimir Kostelac, Bruno Petrović, Dražen Sužnjević, Damir Voloder, Frazier Lynell Johnson, Dražen Tankosić, Dražen Anzulović, Vladimir Krstić i Nikola Radulović.
Od 2006. godine djeluje kao Osijek II 2006.

## Poznati igrači
- Vladimir Krstić
- Zvonimir Ridl
- Ivan Tomas, hrv. reprezentativac, srebrni s SP 2001., potpisao ugovor za 1998. – 99.[4]
- Hrvoje Perinčić (1997. – 98.)
- Ivica Žurić[5]
- Joško Vukičević[5]
- Damir Voloder[5]

## Poznati treneri
- Vinko Jelovac, najuspješniji trener Osijeka i Slavonije i Baranje 1995.[6]

## Priznanja
- Najuspješniji športski kolektiv Osijeka i Slavonije i Baranje 1995.[6]

## Vanjske poveznice
- Scout Worldbasket[neaktivna poveznica] Croatia